# Bo Bergman (språkvetare)
Bo Bergman, född 11 september 1938, är en svensk journalist och språkvetare.
Bergman har under mer än 40 år skrivit språkspalter i Sydsvenskan. År 1991 erhöll han Svenska Akademiens pris för framstående förtjänster inom svensk språkforskning och språkvård och 1997 tilldelades han Erik Wellanders språkvårdspris av Språkrådet.